# Reconciliatio et paenitentia
Reconciliatio et paenitentia – adhortacja papieża Jana Pawła II o pojednaniu i pokucie w dzisiejszym posłannictwie Kościoła, wydana 2 grudnia 1984.
Dokument jest owocem obrad VI Zwyczajnego Zgromadzenia Synodu Biskupów, które odbyło się pomiędzy 29 września a 29 października 1983. Zgromadzenie dotyczyło przyczyn i sposobów rozwiązania konfliktów obecnych we współczesnym świecie.
Najważniejszym rozdziałem dokumentu jest rozdział trzeci, w którym papież zajął się analizą fenomenu grzechu, szczególnie zjawiska utraty poczucia grzechu przez współczesnych. Przyczyny konfliktów biskup rzymski upatruje w grzechu, jako rozdarciu więzi z Bogiem.
Dokument papieski składa się z wprowadzenia, siedmiu rozdziałów i zakończenia. Pełny tytuł dokumentu:

Adhortacja apostolska Reconciliatio et paenitentia Ojca Świętego Jana Pawła II do episkopatu, duchowieństwa i wiernych po synodzie biskupów o pojednaniu i pokucie w dzisiejszym posłannictwie Kościoła

## Główne tematy
- Rozbity świat i tęsknota za pojednaniem
- Chrystus sprawcą pojednania
- Kościół niosący pojednanie
- Kościół pojednany
- Kościół sakramentem pojednania
- Inne drogi pojednania
- Grzech osobisty i grzech społeczny
- Grzech śmiertelny i grzech powszedni
- Utrata poczucia grzechu
- Środki i drogi prowadzące do pokuty
- Formy sprawowania sakramentu pokuty i pojednania
- Sprawowanie sakramentu z rozgrzeszeniem ogólnym